# Вале е Кастело (Мачерата)
Вале е Кастело је насеље у Италији у округу Мачерата, региону Марке.
Према процени из 2011. у насељу је живело 66 становника. Насеље се налази на надморској висини од 531 м.